# Auslieger

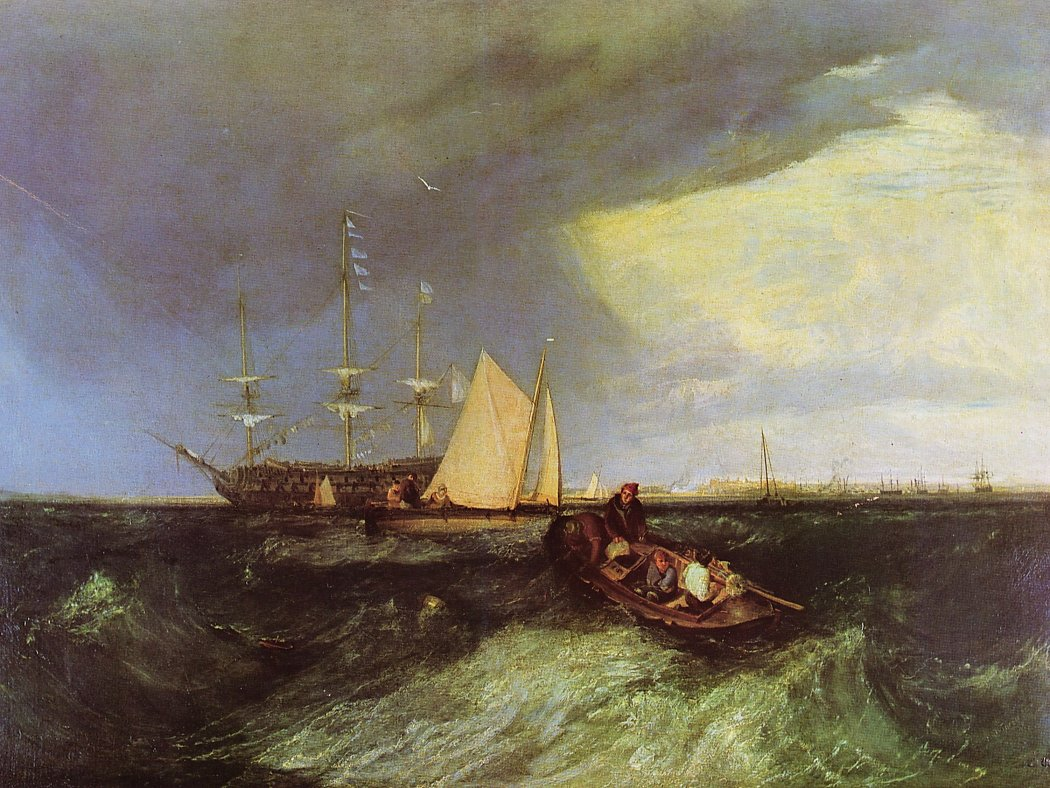
Ein Auslieger als Bildmotiv: Wachschiff beim Great Nore Sheerness; Ölgemälde des englischen Malers William Turner

Auslieger, niederdeutsch Utligger, werden in der Seefahrt Schiffe genannt, die (eingesetzt von Behörden für hoheitliche Aufgaben) vor Häfen und in Fluss- und Küstengebieten entweder auf Reede vor Anker liegen oder auch regelmäßig bestimmte Patrouillenfahrten durchführen, um den Schiffsverkehr zu beobachten und gegebenenfalls gegen verdächtige Schiffe vorzugehen. Es sind meist Polizei- und Zollschiffe, die für Ordnung auf den Gewässern sorgen und den Schmuggel und andere Vergehen unterbinden sollen.

## Geschichte
Bis in das 19. Jahrhundert hinein waren die Auslieger vor allem meist Kriegsschiffe, die die Küsten ihrer Länder gegen feindliche Überfälle zu schützen hatten und deshalb damals auch Küstenbewahrer genannt wurde. 
Besonders in der Hansezeit waren Auslieger oft zum Schutz der Häfen vor den Einfahrten als Wachschiffe, auch Wartschiffe genannt, stationiert. Dazu blockierten sie im Kriegsfall auch feindliche Häfen und patrouillierten auf den Handelswegen.
Neben der Kogge wurden als Auslieger auch noch andere Schiffstypen verwendet. So zum Beispiel das Kraweel, ein guter Segler, oder der Kraier, vor allem ein Lastschiff,  aber auch gut zum Auslieger geeignet; an kleineren Schiffen ist die Schnicke zu nennen, ein sehr schnelles Segelschiff, das wohl vorwiegend für Kurierdienste eingesetzt worden ist.
Auslieger (Utliggere) wurden von der Hanse auch die legalisierten Seeräuber (Freibeuter) genannt, die von ihr für die Lösung von handelspolitischen Konflikten herangezogen wurden.
Die sogenannten Elbzollfregatten, die vom 17. bis zum 19. Jahrhundert ihre hoheitlichen Aufgaben auf der Elbe versahen, wurden für gewöhnlich auch als Auslieger bezeichnet.